# دار اولاد زیدوح
دار اولاد زیدوح (به فرانسوی: Dar Oulad Zidouh) یک شهرک در مراکش است که در استان فقیه بن صالح واقع شده‌است. دار اولاد زیدوح ۳۱٬۱۷۰ نفر جمعیت دارد.